# Friso di Orange-Nassau
Friso di Orange-Nassau (nome completo in olandese Johan Friso Bernhard Christiaan David; Utrecht, 25 settembre 1968 – L'Aia, 12 agosto 2013) è stato un conte olandese.
Era il secondogenito della regina Beatrice e del principe Claus. A causa del suo matrimonio, dal 2004 non era più un membro della casa reale olandese e della linea di successione al trono, rimanendo invece in linea di successione al trono britannico.
Il 17 febbraio 2012 rimase sepolto sotto una valanga a Lech, Austria, mentre sciava fuoripista. È morto il 12 agosto 2013 a 44 anni, senza mai riprendere conoscenza dal giorno dell'incidente sciistico.

## Biografia

### Infanzia, educazione e lavoro
Il principe Friso nacque nel Centro medico universitario di Utrecht come secondo dei figli della regina Beatrice dei Paesi Bassi e del principe Claus van Amsberg. I suoi padrini erano re Harald V di Norvegia, Johan Christian Barone von Jenisch, J.H. van Roijen, la regina Giuliana dei Paesi Bassi e Christina von Amsberg. Aveva un fratello maggiore, il principe Guglielmo Alessandro dei Paesi Bassi (diventato re il 30 aprile 2013), e un fratello minore, il principe Costantino. I suoi nonni materni erano la regina Giuliana dei Paesi Bassi e il principe Bernardo van Lippe-Biesterfeld; quelli paterni Klaus Felix von Amsberg e Gösta von dem Bussche-Haddenhausen.
Nel 1988, studiò ingegneria meccanica all'Università della California - Berkeley, dove aderì alla confraternita Delta Kappa Epsilon. Dal 1988 al 1994 studiò alla Technische Universiteit Delft, dove ottenne una laurea in ingegneria aerospaziale. Inoltre, conseguì un MSc degree in economia all'Università Erasmus di Rotterdam. Per prepararsi alla possibilità di successione al trono, ha frequentato i corsi di diritto olandese e storia parlamentare.
Il principe Friso ha lavorato dal 1995 fino al 1996 alla sede di Amsterdam della società di consulenza manageriale McKinsey. Dopo aver completato un MBA-programme all'INSEAD, dal 1998 fino al 2003 ha assunto il ruolo di vice presidente di Goldman Sachs a Londra. Dal 2004 è stato co-presidente part time della TNO spaziale a Delft. A partire da ottobre 2006, il principe divenne Direttore Generale presso la sede londinese degli investimenti privati e consulente della società Wolfensohn & Co (fondata da James Wolfensohn, ex Presidente della Banca Mondiale).
Il principe Friso era un cofondatore del MRI Centre ad Amsterdam e anche un socio fondatore di Wizz Air, la più grande compagnia aerea low cost dell'Europa centro-orientale; era presidente onorario del Fondo del principe Claus per la Cultura e lo Sviluppo (una carica che deteneva con il fratello minore Costantino). Il principe fungeva anche come regista e direttore di controllo di varie società.
Il principe ricopriva inoltre l'incarico di Direttore Finanziario per una società di arricchimento dell'uranio, la Urenco, che ha i suoi uffici principali in Stoke Poges (nel Berkshire), occupandosi anche di tutti i quattro stabilimenti presenti nei Paesi Bassi, in Germania, nel Regno Unito (Capenhurst) e negli Stati Uniti (Nuovo Messico).

### Matrimonio e figli

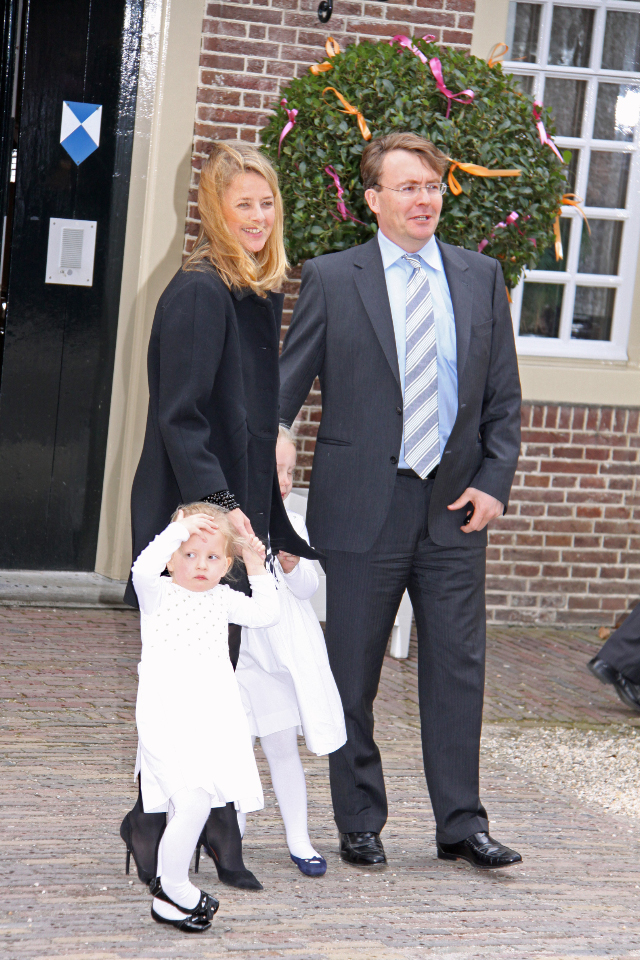
il Principe Friso con sua moglie Mabel e le figlie (2010)

Il 30 giugno 2003 venne annunciato che il principe Friso stava per sposare Mabel Wisse Smit. Il gabinetto olandese, tuttavia, non chiese il permesso del parlamento per questo matrimonio; permesso costituzionalmente necessario per permettere al principe Friso di rimanere un membro della Casa reale olandese e nella linea di successione ereditaria per il trono (all'epoca era secondo in questa linea di successione, dopo suo fratello maggiore, il principe ereditario Guglielmo Alessandro).
Il Primo ministro Jan Peter Balkenende spiegò che la mancata richiesta era dovuta al fatto che Mabel Wisse Smit aveva ammesso che sue precedenti dichiarazioni, circa un presunto rapporto con Klaas Bruinsma (1953–1991), noto come un ''padrino'' del commercio della droga olandese, non erano state complete e accurate. In precedenza aveva dichiarato che aveva avuto contatti per qualche mese con Bruinsma, ma in un contesto informale, non intimo o relativo agli affari e che lei aveva rotto il rapporto nell'apprendere delle attività di Bruinsma.
Questo "abuso di fiducia" fu il motivo per cui il governo non chiese il permesso del Parlamento, rispettando i desideri della coppia. Friso e Mabel, in ogni caso, si sposarono nella Chiesa Vecchia (Delft) il 24 aprile 2004, e Mabel Wisse Smit diventò membro della Famiglia Reale Olandese, ma non un membro della Casata Reale Olandese.
Considerando che suo fratello maggiore, il principe Guglielmo Alessandro, era allora l'erede apparente al trono olandese, e aveva tre figli, era considerato improbabile che l'esclusione del principe Friso dalla successione avesse effetto sulla monarchia nei Paesi Bassi.
Il principe Friso e sua moglie, la principessa Mabel, hanno avuto due figlie:
- Contessa Emma Luana Ninette Sofia, Jonkvrouwe van Amsberg (nata il 26 marzo 2005 a Londra)
- Contessa Giovanna Zaria Nicolina Milou, Jonkvrouwe van Amsberg (nata il 18 giugno 2006 a Londra)

### L'incidente sugli sci e la morte

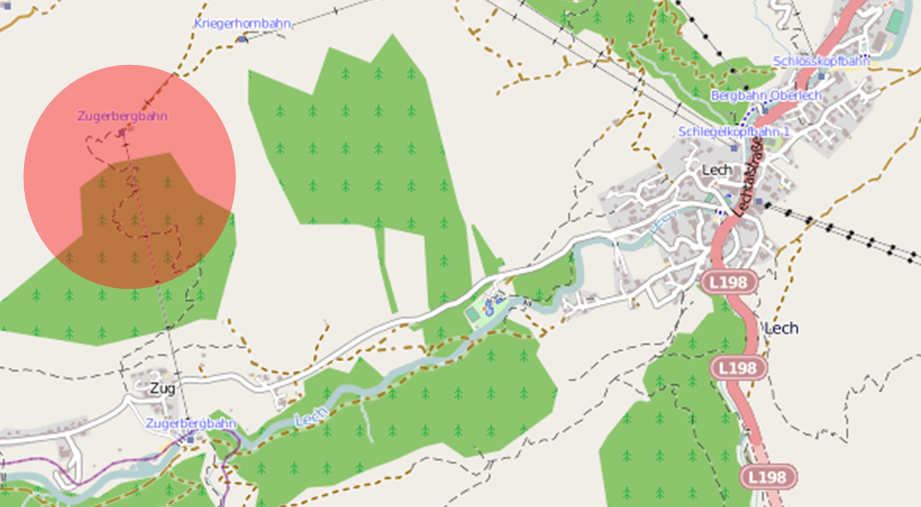
L'ubicazione della valanga, vicino a Lech, Austria.

Il 17 febbraio 2012, il principe Friso rimase sepolto sotto una valanga a Lech, Austria. Venne portato in un ospedale a Innsbruck. Le condizioni del principe furono subito descritte come "stabili, ma critiche". I membri della famiglia reale, incluse la regina Beatrice e la principessa Mabel, visitarono subito il principe nel reparto di terapia intensiva.
Il 19 febbraio la famiglia reale olandese emise una dichiarazione, che riportava "La Famiglia Reale è molto grata e profondamente toccata da tutte le espressioni di conforto e simpatia dopo l'incidente di sci di Sua Altezza Reale il Principe Friso. È un grande sostegno per loro in questo momento difficile." Il 24 febbraio, un team medico di Innsbruck annunciò che il principe era rimasto sepolto per 25 minuti, seguiti da 50 minuti di CPR per trattare l'arresto cardiaco.
Il dott. Wolfgang Koller dichiarò che il giorno prima era stata eseguita una risonanza magnetica che aveva rilevato i seri danni cerebrali subiti dal principe: non era chiaro se avrebbe mai potuto riprendere coscienza. Il 1º marzo, il principe Friso venne trasferito al Wellington Hospital di Londra, la città dove lui e sua moglie avevano vissuto per molti anni. Il 19 novembre fu annunciato che il principe aveva incominciato a mostrare alcuni segni di coscienza: non era però chiaro se si sarebbe potuto risvegliare, e, se ciò fosse avvenuto, in che tipo di stato.
Il 9 luglio 2013 venne trasferito all'Huis ten Bosch, residenza reale in Olanda. Secondo il parere dei medici il suo coma era evoluto in uno stato di minima coscienza e un ulteriore trattamento ospedaliero non era più necessario. Il 12 agosto 2013 il principe Friso muore, all'età di 44 anni, senza mai aver ripreso conoscenza. Al momento della morte era con la madre nella Huis ten Bosch mentre suo fratello il re Guglielmo Alessandro e la sua famiglia erano in vacanza in Grecia.
Il principe venne sepolto il 16 agosto 2013 a Lage Vuursche, dove aveva trascorso la sua infanzia e dove la principessa Beatrice era tornata a vivere. Il funerale, celebrato dal reverendo Carel ter Linden, si svolse in forma privata; non venne permesso al pubblico e ai media di partecipare, così come ai membri delle altre famiglie reali con l'eccezione del padrino di Friso, il re Harald V di Norvegia. Al funerale era presente Emma Bonino, madrina della contessa Luana. Una cerimonia commemorativa si è tenuta nel 2013.

## Titoli, trattamento e stemma

### Titoli e trattamento
- 25 settembre 1968 - 24 aprile 2004: Sua Altezza Reale Principe Giovanni Friso Bernardo Cristiano Davide dei Paesi Bassi, Principe di Orange-Nassau, Jonkheer van Amsberg
- 24 aprile 2004 - 12 agosto 2013: Sua Altezza Reale Principe Giovanni Friso Bernardo Cristiano Davide di Orange-Nassau, Conte di Orange-Nassau, Jonkheer van Amsberg

Secondo la legge sull'appartenenza alla Casa Reale (2002), il principe Friso perse il titolo di "Principe dei Paesi Bassi" e il titolo ereditario di Principe di Orange-Nassau contraendo un matrimonio senza un atto di consenso. Per decreto reale del 19 marzo 2004, numero 126 al principe venne concesso il cognome "Van Oranje-Nassau van Amsberg" e il titolo ereditario di "Conte di Orange-Nassau" con effetto sul suo matrimonio.
Per lo stesso decreto reale al principe fu consentito di continuare a utilizzare il suo titolo di "Principe di Orange-Nassau" come personale e titolo non ereditario. Ogni figlio nato dalla coppia avrebbe ricevuto il cognome "Van Oranje-Nassau van Amsberg" e sarebbe stato Conte (Contessa) di "Orange-Nassau" e avrebbe avuto anche il predicato nobiliare di Jonkheer (Jonkvrouw) van Amsberg. Sua moglie non acquisirà nobiltà in seguito al matrimonio, sebbene le sarà consentito di utilizzare la denominazione e i titoli di suo marito come titoli di cortesia.
Anche perdendo il titolo di "Principe dei Paesi Bassi" e l'appellativo regale di accompagnamento, il principe Friso continuerà a essere denominato Sua Altezza Reale.
Chiamato dalla nascita Principe Giovanni-Friso, nel 2004 la corte reale ha annunciato che egli aveva fatto richiesta che il suo nome fosse semplicemente "Friso" senza il prefisso "Giovanni".

### Stemma e stendardi
Come la madre e le zie, anche i figli di Beatrice dei Paesi Bassi condividono lo stesso stemma basato sullo stemma del padre, il principe Claus. Lo scudetto al centro mostra il castello a tre torri che rappresenta la famiglia van Amsberg. 

Sebbene sostanzialmente uguale a quello dei fratelli, lo stemma di Friso è leggermente cambiato dopo aver perso il titolo di "Principe dei Paesi Bassi". Friso differenziò il suo stemma lasciando cadere la corona sopra lo scudo (sebbene mantenne la corona sopra il padiglione) e sostituendola con lo stemma di Casa d'Orange-Nassau (le ali nere) e lo stemma di van Amsberg (un leone giallo che emerge da una corona).

Stemma usato dal 2004.
Stemma dei figli di Beatrice dei Paesi Bassi (usato fino al 2004).
Stemma dei figli di Beatrice dei Paesi Bassi.

## Ascendenza
|                                    |                               |                                     | Genitori                                        |  |  | Nonni |  |  | Bisnonni            |  |  | Trisnonni           |  |
|                                    |                               |                                     |                                                 |  |  |       |  |  | Wilhelm von Amsberg |  |  | Gabriel von Amsberg |  |
|                                    |                               |                                     |                                                 |  |  |       |  |  | Wilhelm von Amsberg |  |  | Gabriel von Amsberg |  |
|                                    |                               | Marie von Passow                    |                                                 |  |  |       |  |  | Wilhelm von Amsberg |  |  |                     |  |
| Klaus Felix von Amsberg            |                               |                                     |                                                 |  |  |       |  |  | Wilhelm von Amsberg |  |  |                     |  |
|                                    |                               | Elise von Vieregge                  | Leopold von Vieregge                            |  |  |       |  |  |                     |  |  |                     |  |
|                                    |                               | Elise von Vieregge                  | Leopold von Vieregge                            |  |  |       |  |  |                     |  |  |                     |  |
|                                    |                               | Elise von Vieregge                  | Agnes von Gutschmid                             |  |  |       |  |  |                     |  |  |                     |  |
| Claus van Amsberg                  |                               | Elise von Vieregge                  |                                                 |  |  |       |  |  |                     |  |  |                     |  |
|                                    |                               | Georg von dem Bussche-Haddenhausen  | Julius von dem Bussche-Haddenhausen             |  |  |       |  |  |                     |  |  |                     |  |
|                                    |                               | Georg von dem Bussche-Haddenhausen  | Julius von dem Bussche-Haddenhausen             |  |  |       |  |  |                     |  |  |                     |  |
|                                    |                               | Georg von dem Bussche-Haddenhausen  | Juliana Augusta Henriette Mathilde von Salviati |  |  |       |  |  |                     |  |  |                     |  |
| Gösta von dem Bussche-Haddenhausen |                               | Georg von dem Bussche-Haddenhausen  |                                                 |  |  |       |  |  |                     |  |  |                     |  |
|                                    |                               | Gabriëlle von dem Bussche-Ippenburg | Friedrich von dem Bussche-Ippenburg             |  |  |       |  |  |                     |  |  |                     |  |
|                                    |                               | Gabriëlle von dem Bussche-Ippenburg | Friedrich von dem Bussche-Ippenburg             |  |  |       |  |  |                     |  |  |                     |  |
|                                    |                               | Gabriëlle von dem Bussche-Ippenburg | Barbara Warinka von Chelius                     |  |  |       |  |  |                     |  |  |                     |  |
| Johan Friso di Orange-Nassau       |                               | Gabriëlle von dem Bussche-Ippenburg |                                                 |  |  |       |  |  |                     |  |  |                     |  |
|                                    | Bernardo di Lippe-Biesterfeld | Ernesto II di Lippe-Biesterfeld     |                                                 |  |  |       |  |  |                     |  |  |                     |  |
|                                    | Bernardo di Lippe-Biesterfeld | Ernesto II di Lippe-Biesterfeld     |                                                 |  |  |       |  |  |                     |  |  |                     |  |
|                                    | Bernardo di Lippe-Biesterfeld | Carolina di Wartensleben            |                                                 |  |  |       |  |  |                     |  |  |                     |  |
| Bernhard van Lippe-Biesterfeld     | Bernardo di Lippe-Biesterfeld |                                     |                                                 |  |  |       |  |  |                     |  |  |                     |  |
|                                    |                               | Armgard van Sierstorpff-Cramm       | Aschwin di Sierstorpff-Cramm                    |  |  |       |  |  |                     |  |  |                     |  |
|                                    |                               | Armgard van Sierstorpff-Cramm       | Aschwin di Sierstorpff-Cramm                    |  |  |       |  |  |                     |  |  |                     |  |
|                                    |                               | Armgard van Sierstorpff-Cramm       | Edvige di Sierstorpff-Driburg                   |  |  |       |  |  |                     |  |  |                     |  |
| Beatrice dei Paesi Bassi           |                               | Armgard van Sierstorpff-Cramm       |                                                 |  |  |       |  |  |                     |  |  |                     |  |
|                                    |                               | Enrico di Meclemburgo-Schwerin      | Federico Francesco II di Meclemburgo-Schwerin   |  |  |       |  |  |                     |  |  |                     |  |
|                                    |                               | Enrico di Meclemburgo-Schwerin      | Federico Francesco II di Meclemburgo-Schwerin   |  |  |       |  |  |                     |  |  |                     |  |
|                                    |                               | Enrico di Meclemburgo-Schwerin      | Maria di Schwarzburg-Rudolstadt                 |  |  |       |  |  |                     |  |  |                     |  |
| Giuliana dei Paesi Bassi           |                               | Enrico di Meclemburgo-Schwerin      |                                                 |  |  |       |  |  |                     |  |  |                     |  |
|                                    |                               | Guglielmina dei Paesi Bassi         | Guglielmo III dei Paesi Bassi                   |  |  |       |  |  |                     |  |  |                     |  |
|                                    |                               | Guglielmina dei Paesi Bassi         | Guglielmo III dei Paesi Bassi                   |  |  |       |  |  |                     |  |  |                     |  |
|                                    |                               | Guglielmina dei Paesi Bassi         | Emma di Waldeck e Pyrmont                       |  |  |       |  |  |                     |  |  |                     |  |
|                                    |                               | Guglielmina dei Paesi Bassi         |                                                 |  |  |       |  |  |                     |  |  |                     |  |